# Карл Алмендингер
Карл Алмендингер (на немски: Karl Allmendinger) е германски офицер, служил по време на Първата и Втората световна война.

## Биография

### Младежки години и Първа световна война (1914 – 1918)
Карл Алмендингер е роден на 3 февруари 1891 г. в Абтсгмюнд, област Щутгарт, Германска империя. Присъединява се към армията като кадет от гвардейски полк през 1910 г. и през 1914 г. участва в Първата световна война като командир на рота. До края ѝ е със звание старши лейтенант.

### Междувоенен период
След войната постъпва в Райхсвера и до началото на Втората световна война е началник-щаб на сухопътните войски и полковник.

### Втората световна война (1939 – 1945)
В началото на Втората световна война е началник на ген.щаба на 5-и армейски корпус, през юни 1940 г. е издигнат до генерал-майор, а през октомври командир на 5-а пехотна дивизия.

#### Германо-съветски фронт
Към края юни 1941 г. участва в операция „Барбароса“, водейки до края ѝ успешни сражение в по покрайнините на Москва. После последователно: през 1942 г. е възпроизведен в чин генерал-лейтенант, през 1943 г. за кратко преподавател на ниво дивизиони командири, през април – генерал от пехотата и през юли командир на 5-и армейски корпус. До края на войната без повече повишение и назначения е оттеглен в резерва. Преди това командир на 17-а армия.

### Пленяване и смърт
Пленен е от американците през 1945 г. и е освободен през 1947 г. Умира на 2 октомври 1965 г. в Елванген, Баден-Вюртемберг.

## Военна декорация
| - Германски орден „Железен кръст“ (1914) – II (?) и I степен (?) - Германска „Значка за раняване“ (1914) – черна - Германски орден „Кръст на честта“ (?) - Германски медал „За зимна кампания на изтока 1941/42 г.“ (?) | - Германски орден „Кръст на свободата“ (1943) – с мечове (29 март 1943) - Рицарски кръст с дъбови листа - Носител на Рицарски кръст №365 (17 юли 1941) - Носител на Дъбови листа №153 (13 декември 1942) |